# Health (альбом)
| Оценки критиков  | Оценки критиков                                    |
| Источник         | Оценка                                             |
| ---------------- | -------------------------------------------------- |
| AbsolutePunk     | (81%) ссылка                                       |
| Allmusic         | [Health (альбом) (англ.) на сайте AllMusic ссылка] |
| Drowned in Sound | (8/10) ссылка                                      |
| Pitchfork Media  | (7.9/10) ссылка                                    |
| NME              | (4/5) ссылка                                       |

HEALTH (иногда указан как You Will Love Each Other) — дебютный одноимённый студийный альбом американской нойз-рок группы HEALTH. Релиз был записан в лос-анджелесском клубе The Smell.
Издание Pitchfork отметило, что на дебютной пластинке HEALTH «словно смешивают напыщенность Boredoms, искажённую структуру Deerhoof, первобытные племенные звуки Liars, а также поток синтезаторного звучания, свойственного Black Dice и Excepter».
В 2014 году издание NME поместило работу в список «101 альбом, который нужно послушать, пока вы не умерли» на 68 место.

## Список песен
1. «Heaven» — 2:37
2. «Girl Attorney» — 0:36
3. «Triceratops» — 3:14
4. «Crimewave» — 2:04
5. «Courtship» — 0:56
6. «Zoothorns» — 2:48
7. «Tabloid Sores» — 2:50
8. «/ / M \ \» — 3:26
9. «Glitter Pills» — 3:38
10. «Perfect Skin» — 4:21
11. «Lost Time» — 2:12